# تابعگونۀ استون
در ریاضیات، تابعگونۀ استون تابعگونی است به صورت S: Topop → Bool ، که در آن Top دسته فضاهای توپولوژیکی و Bool دسته جبرهای بول و همومورفیسم‌های بول است.  
این تابعگونی به هر فضای توپولوژیکی X جبر بول S(X) از زیرمجموعه‌های بسته-باز (clopen) آن را نسبت می‌دهد. همچنین، به هر ریخت fop: X → Y در Topop (که معادل یک نگاشت پیوستۀ f: Y → X است)، همومورفیسم S(f): S(X) → S(Y) داده می‌شود که توسط قاعدۀ زیر تعریف می‌شود:  
S(f)(Z) = f−1[Z]
که در آن  Z {\displaystyle \subseteq } Y  یک زیرمجموعۀ بسته-باز است وf−1[Z] پیش‌تصویر آن تحت f است.

## ببینید همچنین
- Stone's representation theorem for Boolean algebras
- Pointless topology